# Pablo de la Garza
Pablo A. de la Garza y Gutiérrez (Monterrey, Nuevo León; 12 de enero de 1876 - México, D.F., 11 de agosto de 1932) fue un militar y político mexicano que participó en la Revolución mexicana. Fue gobernador de los estados de Nuevo León (1915-1917) y de Guanajuato.

### Primeros años
Nació en Monterrey, Nuevo León, el 12 de enero de 1876, siendo hijo de don Albino de la Garza y de Leocadia Gutiérrez. Se graduó como abogado en 1900 y fue Juez de Letras en la población de Salinas Victoria, Nuevo León; posteriormente, pasó a Sonora como abogado castrense, asesor de la 1.er. Zona Militar; luego fue Juez Instructor militar en Guadalajara y Veracruz; en este último estado también fungió como fiscal. Con el grado de coronel se trasladó a Nuevo León en 1909; al año siguiente dejó el fuero militar y fue nombrado Juez de Letras en Piedras Negras.

### Revolución Mexicana
En 1913 se unió al movimiento constitucionalista: se le reconoció el grado de coronel y acompañó al general Pablo González Garza en su campaña de Coahuila, Nuevo León y Tamaulipas. Por sus dotes de organización y por haber sido clave durante la Toma de Monterrey, alcanzó el grado de general en 1914; para entonces era Jefe de la 9a. Brigada del Cuerpo de Ejército del Noreste. Fue representado en la Convención de Aguascalientes por Ramón Gámez. A la caída de Victoriano Huerta, fue comandante y gobernador de Guanajuato. A la escisión revolucionaria permaneció al lado de Carranza: se hizo cargo del gobierno y mando militar de Nuevo León desde junio de 1915 hasta marzo de 1917 —con una breve interrupción de poco más de un mes, entre febrero y marzo de 1916, durante la cual fue sustituido por Diódoro A. de la Garza— y se caracterizó por el tino con el que logró menguar la gravedad de los problemas que afrontaba la entidad. Fue candidato para completar el cuatrienio constitucional, pero su triunfo no fue reconocido. En compensación, se le nombró procurador general de la República, en 1918 y 1919, año en que también se hizo cargo de la comandancia militar de los estados de Campeche, Yucatán y Quintana Roo. 

### Últimos años
Pablo A. de la Garza dejó el cargo de procurador al triunfo del Plan de Agua Prieta y partió al  exilio, regresando al país en 1925. Murió el 11 de agosto de 1932 en la Ciudad de México.